# Cerapteryx obsoleta
Cerapteryx obsoleta är en fjärilsart som beskrevs av Tutt 1891. Cerapteryx obsoleta ingår i släktet Cerapteryx och familjen nattflyn. Inga underarter finns listade i Catalogue of Life.